# Jonas Himmel
Jonas Himmel (* 15. April 1992) ist ein deutscher Fernsehmoderator und Journalist. Seit November 2022 moderiert er die RTLZWEI News. Für die Marke Toggo ist er das Gesicht des YouTube-Kanals Hypezeit, den er auch redaktionell betreut. 

## Leben und Karriere
Jonas Himmel wuchs in der Nähe von Mainz auf. Nach dem Abitur absolvierte er ein Bachelorstudium in Intermedia an der Universität zu Köln. Anschließend besuchte er die RTL Journalistenschule in Köln, die er 2019 abschloss. Schon vorher wurde Himmel auf Grund der Moderation des deutschen Ablegers vom YouTube-Format Celebstagram von Awesomeness bekannt.
Von 2019 bis 2020 moderierte Himmel die mitentwickelte TOGGO SHOW bei SUPER RTL. Zusammen mit Influencerin Sarah Richmond führte er durch die wöchentliche Sendung, bevor sie überraschend abgesetzt wurde. Danach moderierte Jonas Himmel bei TOGGO Radio weiter. 
Zudem war er als Moderator für Formate wie Die Fakten-Checker, den RTL COM.MIT Award und für Netflix tätig. Von Juni 2021 bis Spätsommer 2023 arbeitete er als Reporter und Redakteur für das RTL-Magazin EXTRA. Im November 2022 übernahm er die Moderation der RTLZWEI News. 2023 sein erneuter Wechsel zum Kindermarke Toggo. Hier baute er den YouTube-Kanal Hypezeit auf. Dieser richtet sich an eine junge Zielgruppe und berichtet in Lang- und Kurzformaten über Influencer und Content-Creator. Für mehr als 100.000 Abonnenten und Abonnentinnen erhielt der Kanal 2024 den silbernen Playbutton der Plattform YouTube.  